# Гэльская атлетическая ассоциация
Гэ́льская атлети́ческая ассоциа́ция или ГАА (ирл. Cumann Lúthchleas Gael или CLG, англ. Gaelic Atlethic Association или GAA) — ирландская международная общественная организация, действующая в сфере культуры и спорта и вовлекающая спортсменов-любителей (не профессионалов по статусу). Она занимается развитием и продвижением гэльских игр — хёрлинга, камоги, гэльского футбола, гэльского гандбола и раундерса (английской лапты) — и ирландской культуры (музыка, танцы и язык). Девиз организации — «Оставайся до конца» (англ. Be There All The Way).
Ассоциация основана 1 ноября 1884 году и считается крупнейшей спортивной организацией, оказывающей существенное влияние на спорт и культуру Ирландии и проникающей в жизнь не только собственно граждан Ирландии, но и ирландской диаспоры по всему миру. По состоянию на 2014 год, членами ГАА считались более 500 тысяч человек по всему миру. Доходы на 2017 год составили 65,6 млн евро.
Наиболее популярными в Республике Ирландия видами спорта, развиваемыми Гэльской атлетической ассоциацией, являются гэльский футбол и хёрлинг, которые являются лидерами по посещаемости на стадионах, а в Северной Ирландии гэльский футбол занимает 2-е место по популярности. Варианты игр для женщин (женский гэльский футбол и камоги) управляются Ассоциацией женского гэльского футбола и Ассоциацией камоги Ирландии соответственно. Ассоциация гэльского гандбола отвечает за развитие собственно гэльского гандбола, а раундерс управляется Национальным советом по раундерсу при Гэльской атлетической ассоциации (англ. GAA Rounders National Council, ирл. Comhairle Cluiche Corr na hÉireann).

## Образование

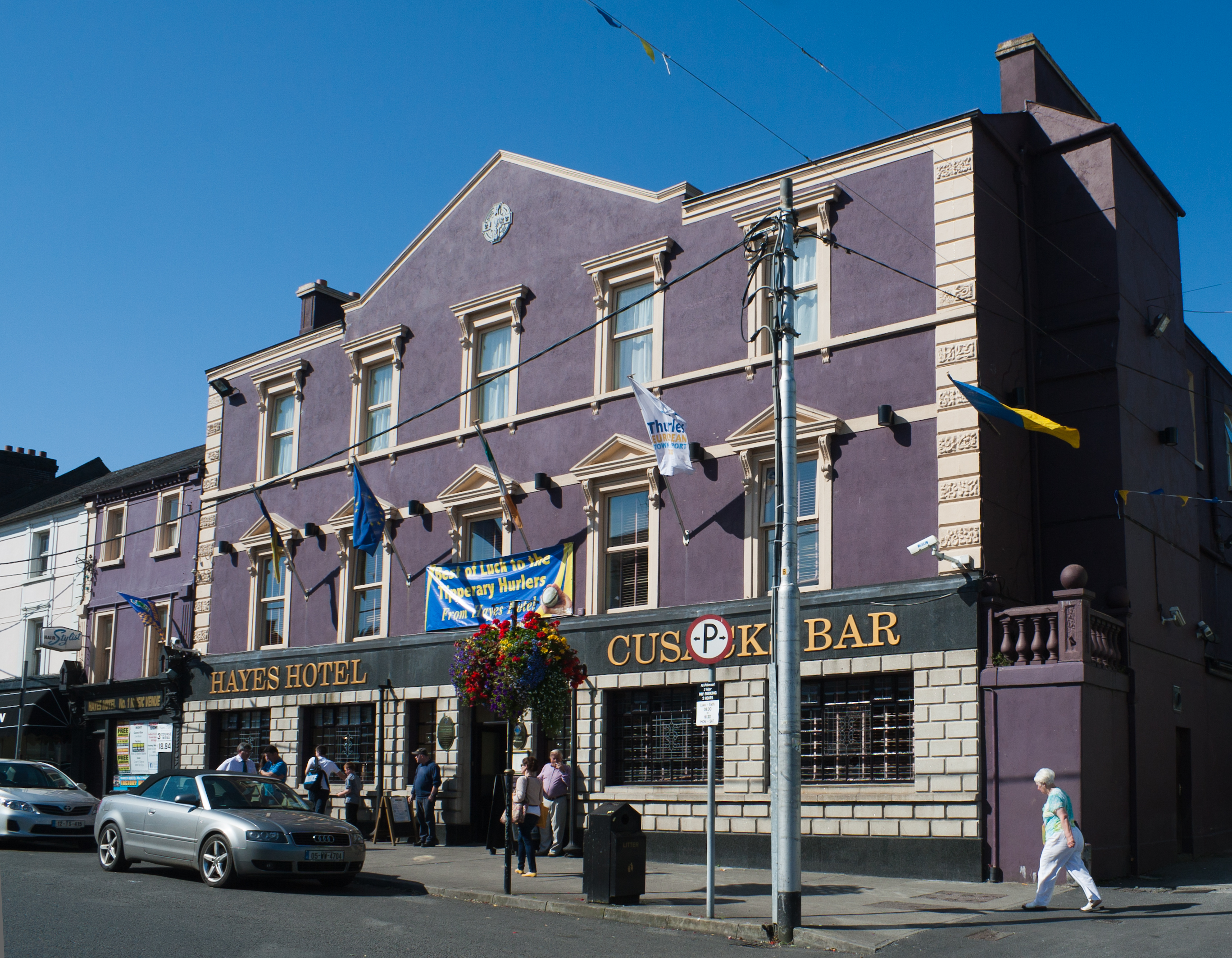
отеля Хэйес в Тёрлсе, где была образована Гэльская атлетическая ассоциация

1 ноября 1884 года в бильярдной комнате отеля Хэйес собрались несколько ирландцев с целью обсуждения плана того, как можно сохранить культурно-спортивное наследие Ирландии и развивать её национальные виды спорта. Так была образована Гэльская атлетическая ассоциация. Учредителями были Майкл Касак (графство Клэр), Морис Лэвин, Джозеф Кевин Брэкен, Томас Сент-Джордж Маккарти (окружной инспектор Королевской ирландской полиции), П. Дж. Райан (графство Типперэри), Джон Уайз-Пауэр и Джон Маккей. Дэвин был избран президентом, а Касак, Уайз-Пауэр и Маккей — секретарями. Покровителями стали архиепископ Томас Кроук, Чарльз Стюарт Парнелл и Майкл Дэвитт. До 1922 года ГАА также курировала лёгкую атлетику, но затем эти функции приняла от неё Национальная ассоциация лёгкой атлетики и велоспорта Ирландии.

## Соревнования
Гэльская атлетическая ассоциация специализируется преимущественно на проведении соревнований по гэльскому футболу и по хёрлингу.
- Важнейшим соревнованием национального уровня в обоих случаях является Всеирландский чемпионат, в котором команды по гэльскому футболу и хёрлингу соревнуются по олимпийской системе. В каждом графстве, представленном в составе ГАА, проводятся собственные чемпионаты, победители которых участвуют во Всеирландском чемпионате. Соревнования также проводятся между студенческими командами, молодёжными и юниорскими командами. Членами Гэльской атлетической ассоциации являются и команды за пределами Ирландии, турниры проводятся в США, Великобритании, континентальной Европе и т.д.
- На уровне сборных единственными турнирами являются две Международные серии. В случае с гэльским футболом это Международная футбольная серия[англ.] по так называемому футболу по международным правилам[англ.] (смесь гэльского с австралийским) между сборными командами Ирландии (собирается из игроков Республики Ирландия и Северной Ирландии) и Австралии (игроки Австралийской футбольной лиги. В случае с хёрлингом это Международная серия по шинти-хёрлингу[англ.] — виду спорта[англ.], который является смесью хёрлинга и шинти — между сборными Ирландии и Шотландии.

| Название на английском | Примерный перевод | Где выступает                                                     |
| ---------------------- | ----------------- | ----------------------------------------------------------------- |
| Senior                 | Основная          | Всеирландские чемпионаты, чемпионаты провинций, Национальная лига |
| Junior                 | Второй состав     | Турниры дублирующих составов                                      |
| Intermediate           | Средний уровень   | Турниры для команд между дублем и основным составом               |
| Under-21               | До 21 года        | Турниры для игроков не старше 21 года                             |
| Minor                  | Юниоры            | Турниры для игроков не старше 18 лет                              |
| Under-age              | Дети              | Турниры для детей и подростков возрастом от 6 до 17 лет           |

## Культурная деятельность
Ассоциация с самых первых дней занимается продвижением и развитием ирландской культуры, ответственность в этой сфере возлагается на подразделение под названием «Скор», основанное в 1969 году. Оно организует соревнования и фестивали в области музыки, песен, танцев и рассказов; в этом ему помогают клубы ГАА по всей Ирландии и за её пределами. По правилу 4 официального руководства ГАА предусматривается следующее:

Ассоциация должна активно поддерживать ирландский язык, традиционные ирландские танцы, музыку, песни и другие аспекты ирландской культуры. Она должна способствовать познанию и любви национальных идеалов народа Ирландии, а также содействовать развитию духа коллективизма в клубах.
Оригинальный текст (англ.)The Association shall actively support the Irish language, traditional Irish dancing, music, song, and other aspects of Irish culture. It shall foster an awareness and love of the national ideals in the people of Ireland, and assist in promoting a community spirit through its clubs.

## Стадионы

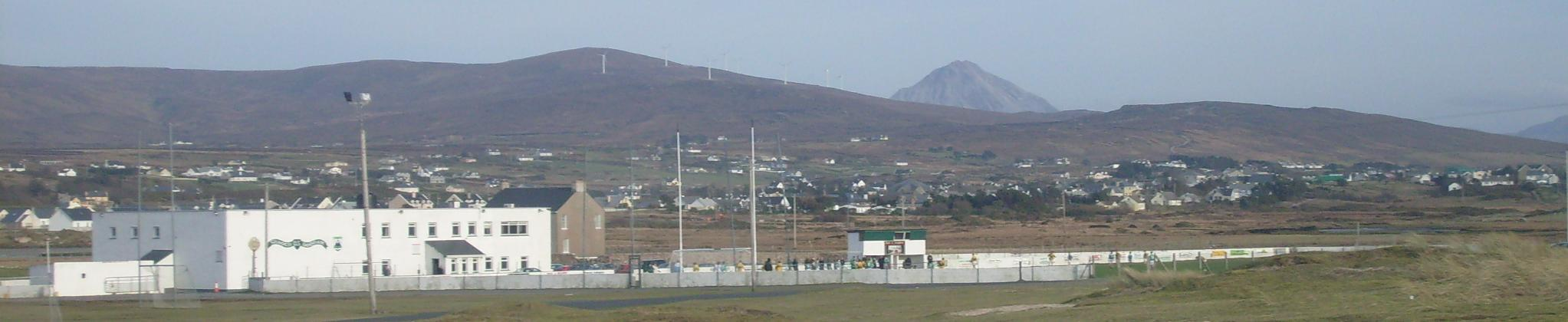
Раздевалка клуба «Гуидор» из одноимённого города, графство Донегол

В распоряжении ассоциации находятся множество стадионов на территории Ирландии и за её пределами. У команды каждого графства и у почти каждого клуба в графстве есть свой стадион для проведения матчей. Иерархическая структура ГАА применима и к использованию стадионов: клубы проводят матчи на своих домашних стадионах на первых этапах клубного чемпионата, а начиная с четвертьфинала играют на том стадионе, где выступает сборная графства. На этом же стадионе проводится и финал, но бывают редкие исключения: в 2004 и 2005 годах финал чемпионата Ольстера проходил на Кроук Парк, просто потому что невозможно было вместить всех зрителей на стадионе «Сент-Тирнакс Парк» в Клонсе.

### Кроук Парк

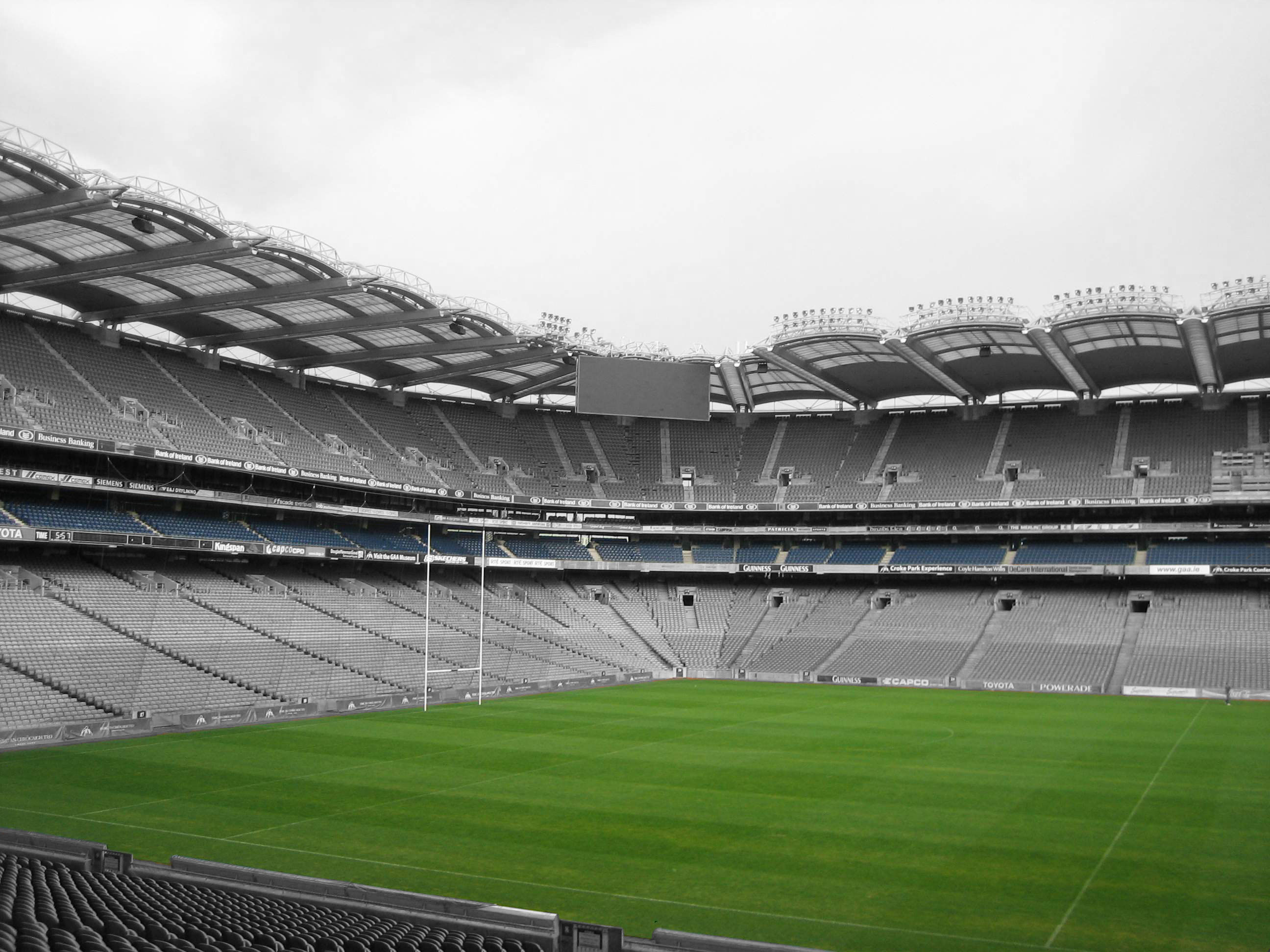
Кроук Парк, третий по вместимости европейский стадион

Кроук Парк является главным стадионом гэльского футбола в Ирландии и в мире, его называют «Крокером» и «Штаб-квартирой», поскольку его адрес совпадает с адресом головного офиса ГАА. Вместимость составляет 82 300 человек, что позволяет ему быть в пятёрке крупнейших стадионов Европы по вместимости: в конце XX — начале XXI веков он был реконструирован. На нём ежегодно проводятся финалы Всеирландских чемпионатов по хёрлингу и гэльскому футболу среди графств, а также финалы турниров в День Святого Патрика. Имя стадиону дано в честь архиепископа Томаса Кроука, сооснователя Гэльской атлетической ассоциации.

### Другие стадионы
Следующими в порядке вместимости являются:
- Стадион Сэмпла[англ.], Тёрлс, графство Типперэри — 53 000 зрителей
- Гэлик Граундс[англ.], Лимерик — 50 000 зрителей
- Парк Уи Кифф[англ.], Корк — 45 000 зрителей
- Стадион Фитцджеральда, Килларни, графство Керри — 43 100 зрителей
- Макхейл Парк[англ.], Каслбар, графство Мейо — 42 000 зрителей (крупнейший в Коннахте)
- Сент-Тирнакс Парк[англ.], Клонс, графство Монахан — 36 000 зрителей (арена проведения финала чемпионата Ольстера)
- Кейсмент Парк[англ.], Белфаст — 32 600 зрителей
- Бреффни Парк[англ.], Каван, графство Каван — 32 000 зрителей (матчи по футболу по международным правилам[англ.])
- Ноулен Парк[англ.], Килкенни — 27 800 зрителей
- О’Мур Парк[англ.], Порт-Лиише, графство Лиишь — 27 000 зрителей
- Хили Парк[англ.], Ома, графство Тирон — 26 500 зрителей
- Стадион Пирса[англ.], Голуэй — 26 197 зрителей (матчи по футболу по международным правилам[англ.])

По данным игрока в гэльский футбол сборной графства Фермана Ниалла Каннингема, опубликованным в 2016 году на сайте gaapitchlocator.net, в Ирландии насчитывается 1748 стадионов для гэльских игр: в частности, 24 стадиона находятся в графстве Фермана, 171 — в Корке.

## Национализм и межконфессиональный контакт

### Национализм в Северной Ирландии
С момента своего образования Гэльскую атлетическую ассоциацию и деятелей ирландского национализма связывали тесные отношения, что сохранилось и по сей день, особенно в Северной Ирландии, где гэльскими играми преимущественно занимаются ирландцы-католики, а протестантов по политическим мотивам не допускали к подобным занятиям. Согласно Р. Холту, Гэльская атлетическая ассоциация стала одним из ярких примеров вмешательства политики в спорт в новейшей истории. Заявления сторонников ирландского юнионизма, что ГАА — организация ирландских националистов, подтверждаются фактами того, что стадионы, клубы, турниры и трофеи ГАА называются в честь деятелей ирландского национализма и республиканского движения.
Другим объектом критики являются протекционистские правила ГАА: в частности, Правило 42 запрещает проводить соревнования по другим видам спорта, особенно британским — так называемым «гарнизонным играм» (англ. garrison games). В связи с этим Гэльская атлетическая ассоциация стала одним из противников ольстерских военизированных группировок во время межконфессионального и межэтнического конфликта: участники и сторонники разных клубов ассоциации погибали, а здания, принадлежавшие клубам, подвергались разграблениям и разрушениям. Развитие и популяризация гэльских игр в Ольстере только раззадоривали ольстерских лоялистов, а число нападений возрастало.

#### Правило 42
Правило 42 (в редакции от 2009 года Правило 5.1.) запрещает использовать помещения Гэльской атлетической ассоциации для так называемых «гарнизонных игр» или негэльских видов спорта во избежание конфликтов интересов ГАА и других ассоциаций. По текущим правилам имущество ГАА может быть использовано только в рамках соревнований по каким-то видам спорта, которыми управляет ассоциация; разрешается также проведение соревнований по тем видам спорта, которые не конфликтуют с ГАА.
16 апреля 2005 года ГАА постановила: на время сноса «Лэнсдаун Роуд» и строительства «Авива-Стэдиум» разрешить проводить матчи по футболу и регби на стадионе «Кроук Парк». 11 февраля 2007 года состоялся регбийный матч между Ирландией и Францией на Кубок шести наций, в котором ирландцы проиграли 17:20 — на стадионе присутствовали 81 тысяча человек. 24 февраля, через две недели, состоялась игра против Англии, где ирландцы победили 43:13 в присутствии 83 тысяч человек. 24 марта того же года на стадионе впервые прошёл футбольный матч — в рамках отбора на чемпионат Европы в Австрии и Швейцарии, в котором сборная Ирландии победила сборную Уэльса со счётом 1:0, на матче присутствовало 72 500 зрителей.
После того, как на «Кроук Парк» разрешили проводить соревнования по другим видам спорта, клубы Гэльской атлетической ассоциации начали принимать меры по сдаче в аренду своих стадионов другим спортивным организациям в обход правила 42. Сам факт его применения ознаменовывался инцидентами, поскольку руководство «Кроук Парка» получило исключительные права зарабатывать деньги путём сдачи в аренду другим спортивным организациям, а у клубов такого дриюидческого права не было. Вследствие этого неоднократно поднимался вопрос о том, не является ли это конфликтом интересов ГАА и других организаций.

#### Упразднённые правила
В 1897 году Гэльской атлетической ассоциацией было введено так называемое правило 21 после того, как шпионы Королевской ирландской полиции предприняли серию попыток внедриться в организацию. По этому закону все, кто числился в вооружённых силах Великобритании или спецслужбах, не имел права выступать ни за одну команду Гэльской атлетической ассоциации. В ноябре 2001 года на внеочередном конгрессе подавляющее большинство исключило этот запрет из правил ГАА. В 1901 году было введено так называемое правило 27 (англ. Rule 27), по которому никто из членов ГАА не имел права ни посещать матчи по негэльским видам спорта, ни участвовать в них. В немилость у ГАА впал даже будущий президент Дуглас Хайд, один из покровителей ассоциации, которого лишили членства. Этот запрет отменили только в 1971 году.

### Межрелигиозные контакты
Ассоциация играла важную роль в решении религиозных проблем на острове. Так, протестант Джек Бутмен занимал пост президента Ассоциации в 1993—1997 годах, в то время как Сэм Магуайр был членом Церкви Ирландии. Тем не менее, чтобы задобрить юнионистов, Ольстерский совет ассоциации принял серию дополнительных мер и инициатив, чтобы протестантам была открыта возможность заниматься гэльскими играми. В ноябре 2008 года был основан Отдел общественного развития, отвечающий за инициативы по поддержке разнообразия и информированию общества. Проект «Кухулин» был создан с целью создания первых детских команд по гэльскому футболу, где играли бы дети из семей католиков и протестантов.
Так была создана команда Белфаста по хёрлингу среди детей не старше 16 лет, которая участвовала в Континентальном молодёжном чемпионате в США. Аналогичные команды по хёрлингу и гэльскому футболу образованы в Арма, Фермана и Лимавади. Списки позитивных результатов работы Ассоциации в Ольстере опубликованы в ряде работ профессора Ольстерского университета Дэвида Хассана. Ещё один проект «Игра из трёх таймов» (англ. Game of three-halves) был запущен в 2006 году в восточной части Белфаста, населённой преимущественно протестантами пресвитерианской церкви, чтобы приучить детей в летних лагерях отдыха, помимо футбола и регби, к другим играм с мячом. Ольстерский совет также принимает меры по включению в школьную программу гэльского футбола и хёрлинга в тех школах, где обучаются и католики, и протестанты, а также развивает отношения с Ольстерско-шотландским агентством и Церковью Ирландии. Совет предпринял также серию встреч с политическими партиями и представителями общественности, которые, как правило, не имели никакого отношения к ассоциации.

### Другие проекты
В январе 2011 года президент Ирландии Мэри Макэлис объявила о запуске всеирландского проекта «Общественная инициатива ГАА» (англ. GAA Social Initiative) с целью разрешения проблемы изоляции от общества в глухой сельской местности. Позже к инициативе подключилась Ирландская ассоциация фермеров (англ. Irish Farmers Association), направившая волонтёров для работы в рамках данного проекта.

## За пределами внутриирландских турниров

### Клубы за пределами Ирландии
Представителями ирландской диаспоры образуются клубы в разных странах и регионах мира: так, клубы по гэльским играм есть в США, Австралии, Великобритании, Канаде, Китае и континентальной Европе (в т.ч. России).

### Международные турниры
Хотя некоторые команды вне Ирландии участвуют во Всеирландских чемпионатах, Гэльская атлетическая ассоциация не проводит никакие матчи сборных ни по гэльскому футболу, ни по хёрлингу. Есть только два исключения: Ирландия и Шотландия ежегодно участвуют в матчах по шинти-хёрлингу (смеси двух видов спорта), также Ирландия и Австралия проводят матчи по так называемому футболу по международным правилам (смеси гэльского и австралийского футбола). В последнем случае ежегодно играется Международная серия, где участвуют игроки команд Гэльской атлетической ассоциации со стороны ирландцев и Австралийской футбольной лиги со стороны австралийцев; место проведения меняется ежегодно. В декабре 2006 года серия была отменена из-за массовых беспорядков на матчах, возобновившись в октябре 2008 года (Ирландия выиграла два матча в Австралии). 21 ноября 2015 года сборная Австралии посетила штаб ГАА в Кроук Парк и сыграла один матч, в котором Ирландия победила со счётом 56:52 и завоевала Кубок Кормака Маканаллена.

## Запреты и ограничения

### Зимние тренировки
В 2007 году ассоциация приняла решение запретить игрокам сборных графств тренироваться зимой в течение двух месяцев во избежание эмоционального выгорания. Запрет вызвал скандалы и возмущения, поскольку игроки могут потерять форму, и тренеры нашли лазейку, организовав неофициальные «атлетические клубы», в которых игроки занимались физподготовкой и негласно готовились к гэльским играм.

### COVID-19
В связи с объявленной пандемией COVID-19 12 марта 2020 года в Республике Ирландия и Северной Ирландии решением GAA была приостановлена любая спортивная деятельность: возобновление турниров могло состояться не раньше 29 марта. Только в конце года почти все соревнования удалось доиграть до конца.